# Языки авин-па
Авин-па — языковая семья трансновогвинейских языков, состоящая из двух языков: аэкьом и паре. Классифицирована Малкольмом Россом. В 1975 году Стивеном Вурмом в неё добавлена центрально-южно-новогвинейскую ветвь трансновогвинейской языковой семьи, но это положение позже было отменено Россом.